# Neupotz
Neupotz is een plaats in de Duitse deelstaat Rijnland-Palts, en maakt deel uit van de Landkreis Germersheim.
Neupotz telt 1.886 inwoners.

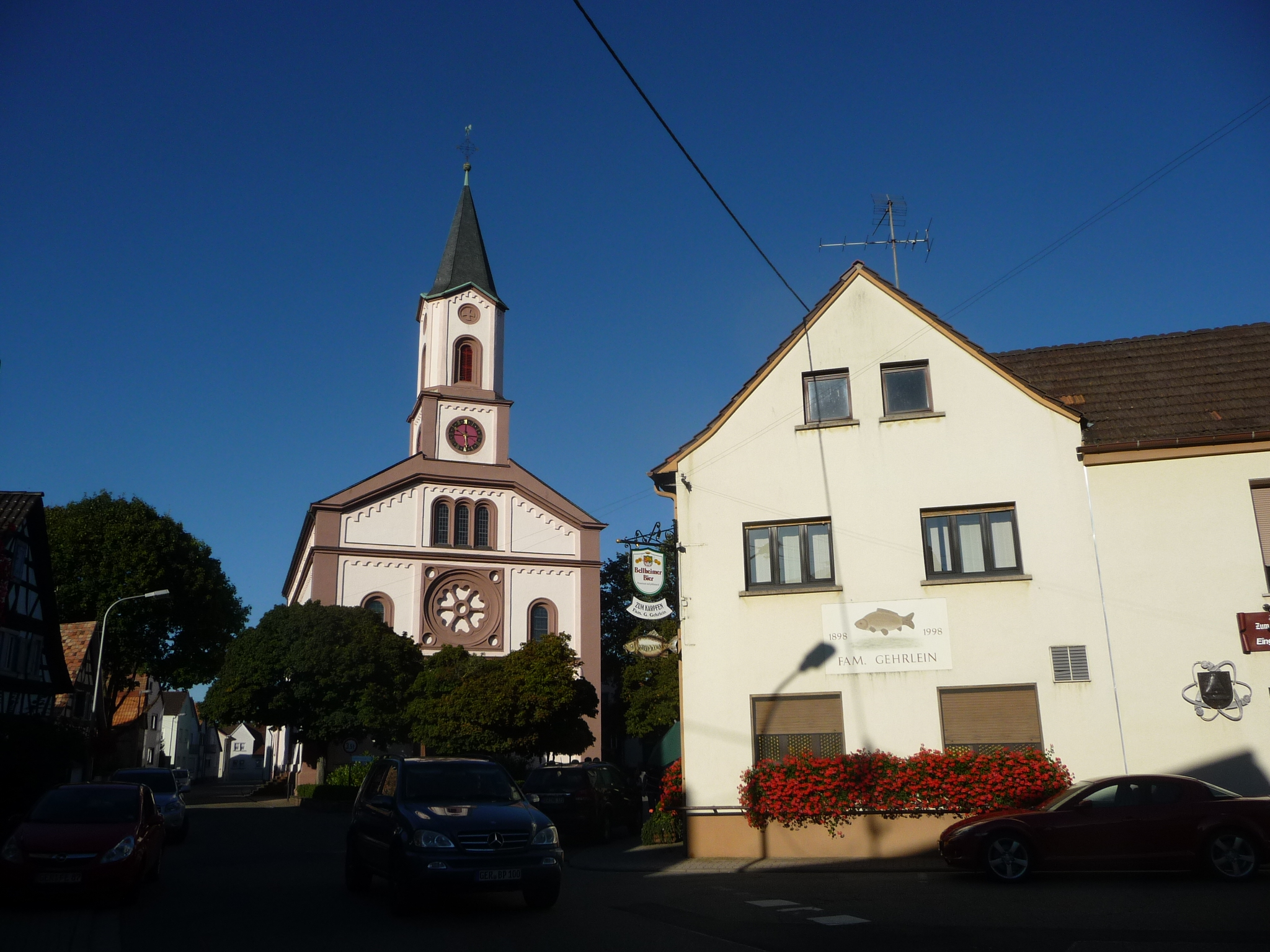
R.K.kerk van Neupotz

## Bestuur
De plaats is een Ortsgemeinde en maakt deel uit van de Verbandsgemeinde Jockgrim.

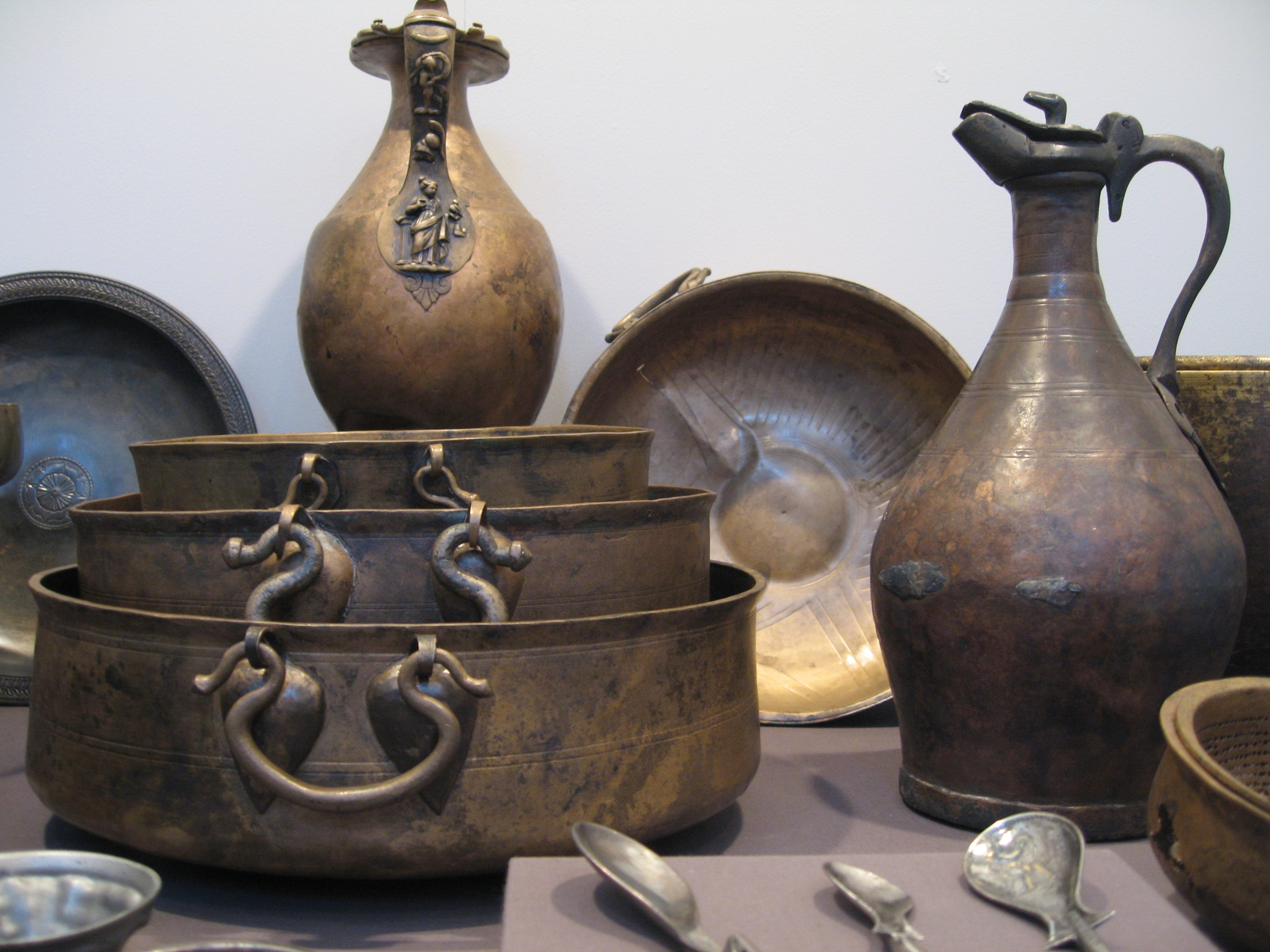
Romeins vaatwerk uit de Hortfund (schat) van Neupotz

De plaats is bekend van de daar gevonden  Romeinse schat, die daar tussen 1967 en 1997 bij baggerwerkzaamheden langs de Rijn is gevonden. Deze schat bestaat vermoedelijk uit de buit van een plundertocht door de Alemannen in Gallië omstreeks het jaar 260. De eigenaren hebben de schat in langdurig bruikleen gegeven aan de overheid; de meeste stukken zijn te zien in het Neue Museum te Berlijn.